# Febră aftoasă
Febra aftoasă este o boală infecțioasă de natură virală foarte contagioasă a rumegătoarelor paricopitate, suinelor, apare și la elefanți, șobolani și arici. Cabalinele sau omul pot fi purtători sănătoși de virus.

## Etiologie
Agentul etiologic al bolii este un virus, lucru atestat pentru prima oară în anul 1897 de medicul și bacteriologul german Friedrich Loeffler (1852-1915).
Loeffler filtrează prin porțelan sângele unui animal infectat, iar cu filtratul obținut infectează animale sănătoase, demonstrând caracterul contagios al bolii.
Virusul este de tip ARN și face parte din familia Picornaviridae, virusuri cu dimensiunea sub 25-30 nm, cu un înveliș proteic de forma unui icosaedru.
Când virusul vine în contact cu celula-gazdă, se fixează cu ajutorul receptorilor pe membrana celulară; după pătrunderea în interiorul celulei se desface învelișul proteic viral, iar ARN-ul viral va modifica codul genetic celular.
Celula-gazdă va începe să sintetizeze material viral, devenind o adevărată fabrică de virusuri. În final, membrana celulară se descompune, eliberând virușii produși, care vor infecta la rândul lor alte celule sănătoase.

## Căi de transmitere a bolii
În comparație cu alți agenți infecțioși, unii cerecetători sunt de părere că este suficient un singur virus (teoretic) pentru a declanșa infecția, ceea ce ar explica gradul mare de contagiozitate a bolii.
Febra aftoasă se transmite, în general, prin contact cu secreții și excreții ale animalelor bolnave sau celor purtătoare de virus (cabaline infectate), vehiculate prin haine, alimente, furaje contaminate.
Pentru împiedicarea extinderii bolii se iau măsuri de carantină (izolarea tuturor  exemplarelor suspectate de infecție), dezinfecții riguroase, sistarea importului produselor de origine animală din țările unde a fost declarată boala (declararea bolii fiind obligatorie).
Omul este ferit de pericolul îmbolnăvirii prin consum de carne infectată, deoarece virusul este inactivat de sucul gastric, însă pagubele produse de boală în domeniul creșterii animalelor sunt imense, în Europa de vest folosindu-se metoda de eradicare „culling” (omorârea efectivului de animale infectate).
În alte țări se aplică, ca măsură preventivă, vaccinarea cu un virus inactivat, folosindu-se ca adjuvant hidroxidul de aluminiu. Dezavantajul acestei metode constă în faptul că animalele purtătoare de virus nu se mai pot deosebi prin metode serologice (determinări de anticorpi) de animalele vaccinate.

## Răspândire
Se poate spune că febra aftoasă este răspândită pe tot globul, caz excepție fiind Noua Zeelandă, unde până în prezent nu au fost depistate cazuri de boală. În Australia ultimul caz a fost înregistrat în anul 1872.
Situația epizootologică (ultimul caz de infecție) pe continentul american: SUA (1929), Canada (1952) și Mexic (1954), în Europa: Norvegia (1952), Finlanda (1959), Suedia (1966), pe când în Africa și Asia sunt și în prezent cazuri frecvente enzootice de îmbolnăviri, de unde boala se poate răspândi sub formă de epizotii sau panzotii.
Perioade mai critice au fost între anii 1910–1912, 1919–1921, 1937–1939 și 1950–1952.
În anul 2001 a izbucnit din nou o enzootie în Marea Britanie, care a determinat aparții sporadice de boală și pe continent. Abia la 12 ianuarie 2002 s-a reușit sistarea bolii.
Cazuri izolate de boală se mai semnalează în Africa, Asia și uneori Europa.

## Simptome

### La bovine
Perioada de incubație al bolii este de 2 - 7 zile. Boala debutează cu stare febrilă (cu valori ale temperaturii de 42 °C, care durează cca. 3 zile, stare generală alterată, lipsa apetitului, sistarea producției de lapte, salivație abundentă, înroșirea și inflamarea mucoasei bucale, botul uscat, încetarea rumegatului.
Faza următoare a bolii este semnalată de apariția aftelor (vezicule) pline, la început, cu un lichid clar. Acestea pot apărea pe mucoasa bucală, în regiunea interdigitală din regiunea copitei, pe uger. Starea generală se înrăutățește, durerea suferită de animal se manifestă prin menținerea închisă a gurii, mestecare în gol, paraplegii.

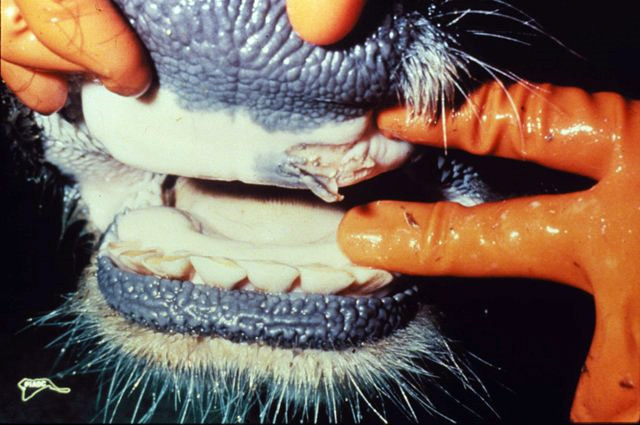
Afte (vezicule) care se sparg lăsând ulcerații în cavitatea bucală

Pe locul aftelor sparte apar ulcerații (eroziuni), care încep ulterior să se închidă. Procesul de vindecare a leziunilor bucale durează cca. 14 zile, iar a celor de la nivelul copitei durează o lună. Convalescența poate fi prelungită prin apariția unor suprainfecții secundare, bacteriene.
Între timp se pot observa cazuri noi de îmbolnăvire a animalelor sănătoase din efectiv.
Pe lângă formele mai ușoare de boală, care au fost descrise, cu un procent de letalitate (mortalitate) de 2 %, există și forme cu evoluție mai gravă, în care mortalitatea atinge 80 %. Aceste forme grave sunt cauzate de un agent infecțios mai virulent, miotrop, care cauzează miocardite (inflamația mușchiului inimii), mai ales la viței, la care se constată o mortalitate ridicată, boala având o evoluție supraacută, cu exitus în 24 de ore.
Imunitatea față de tipul de virus care a generat infecția durează 12 luni la animelele vindecate. Pericolul mare constă în complicațiile apărute prin suprainfecții bacteriene secundare, ca: mastite cronice (inflamații ale ugerului), pododermatite cronice (inflamații ale copitei) sau miocardite cronice, care pot lăsa sechele definitive.
Diagnosticul diferențial se face cu bolile cu simptome asemănătoare, ca:
- Stomatita veziculoasă
- Pesta bovină
- Rinotraheita infecțioasă a bovinelor
- Variola
- Alte boli care prezintă „afte” în tabloul clinic.